# 杜英宗
杜英宗（1947年6月9日—），臺灣會計師、企業家、銀行家，彰化縣員林市人，擁有中華民國與美國雙重國籍，政治大學企業管理學碩士，擁有臺、美的會計師執照，曾任高盛證券臺灣分公司負責人、和潤企業董事長、和運租車董事長、南山人壽董事長等，現為唐獎基金會董監事。

## 生平
其父在二二八事件中，曾受政治迫害，被政府逮捕、拘禁，為避免政治上的問題，杜英宗童年時，其家庭經常搬家。
在台中一中初中部畢業後，進入台中商職（今國立臺中科技大學）會計科。大學畢業於東吳大學會計系，資誠會計師事務所的共同創辦人陳振銑是其系上老師。進入政治大學企管所就讀時，他在資誠會計師事務所工作，同時考取了台灣會計師執照。
研究所畢業後，資誠事務所選派他至美國洛杉磯的分公司。1973年，杜英宗與其妻至美國加州工作，最初只負責查帳，在6個月後考取美國會計師執照。工作8年後，杜英宗離職，至Ultra System公司擔任資深副總裁兼財務長，在此又工作8年。在工作期間，因為曾與高盛證券合作，被挖角，成為高盛證券紐約總部副總裁。
1992年，杜英宗返臺，擔任高盛證券臺灣分公司負責人。高盛證券是最早進入台灣的投資銀行，許多相關人才都出身於此，因此杜英宗也被稱為臺灣的「投資銀行教父」。
1997年後，進入和泰集團中，曾任和泰汽車常務董事、和潤企業董事長、和運租車董事長、和裕投資總經理。
2014年，擔任美國國際集團（AIG）與潤成投資的財務顧問，主導南山人壽併購案，潤泰集團總裁尹衍樑、寶成集團總裁蔡其瑞入主南山人壽。合併案完成後，成為南山人壽副董事長。
2015年，成為南山人壽董事長。
2019年，9月17日因南山人壽辦理「境界成就計畫專案」（南山人壽規畫許久及斥資百億的新系統：「境界」，但上線後不斷出包，造成客戶保單異常等諸多問題，已屢遭金管會罰鍰仍未臻完善），違反保險法令裁罰案，金管會以未善盡督導南山人壽辦理「境界成就計畫專案」之責，嚴重影響該公司正常營運及保戶權益，有礙該公司健全經營，又為避免其在職影響南山人壽經理部門有效辦理系統改善，及對專案履約工作之執行及檢討，裁定實有必要於相當期間內停止杜英宗董事及董事長職務，按當時保險法第149條第1項第6款規定，停止董事及董事長職務2年，併依同條項第7款規定，令南山人壽於停止董事及董事長職務期間，不得支付或給予任何形式之報酬及福利（包括但不限於薪酬、交際費、差旅費、房屋津貼或租金、獎金紅利等各項類似性質之給付），亦不得出現在南山人壽辦公場所。
2020年，遭南山人壽解除董事長職務。4月30日，南山人壽公告，潤成投資法人代表杜英宗改由陳棠繼任，由董事會推舉陳棠繼任董事長。

## 著作
| 時間           | 書名                                       | 作者   | 出版公司 | ISBN               |
| 2015年10月28日 | 用併購讓經營更卓越：就算爬窗也要聽的熱門課 | 杜英宗 | 天下文化 | ISBN 9789863981107 |

## 家庭
與其妻育有一子。其妻與子居住在美國。